# Eduardo Francisco de Silva Neto
Eduardo Francisco de Silva Neto (* 2. Februar 1980 in Rio de Janeiro), auch bekannt als Dudu, ist ein ehemaliger brasilianischer Fußballspieler.

## Karriere
Dudu begann seine Karriere 1999 beim Erstligisten EC Vitória und spielte unter anderem auch bei Guarani FC und Botafogo FC (SP). 2003 wechselte er zum schwedischen Zweitligisten Kalmar FF. 2003 feierte er mit dem Verein die Zweitligameisterschaft und den Aufstieg in die erste Liga. 2004 kehrte er nach Brasilien zurück und spielte er bei America FC (RJ) und Cruzeiro EC. Sommer 2004 wechselte er nach Südkorea. Hier unterschrieb er einen Vertrag bei Seongnam Ilhwa Chunma, bestritt 48 Erstligaspiele und schoss dabei 14 Tore. Sommer 2006 wechselte er zu FC Seoul. 2008 wechselte er zu Seongnam Ilhwa Chunma. In der Saison 2008 wurde er mit 16 Toren Torschützenkönig. Von 2009 bis 2010 war er beim japanischen Ōmiya Ardija unter Vertrag. 2011 kehrte er nach Brasilien zurück und unterschrieb einen Vertrag bei Figueirense FC. Danach spielte er bei Duque de Caxias FC, Boavista SC und Guarani FC.